# Bellegarde-Poussieu
Bellegarde-Poussieu är en kommun i departementet Isère i regionen Auvergne-Rhône-Alpes i sydöstra Frankrike. Kommunen ligger i kantonen Beaurepaire som tillhör arrondissementet Vienne. År 2022 hade Bellegarde-Poussieu 1 015 invånare.

## Befolkningsutveckling
Antalet invånare i kommunen Bellegarde-Poussieu
Referens:INSEE